# 孫立群
孫立群（1961年10月21日—），台灣政治幕僚，曾任行政院發言人。在江宜桦任行政院院长时，孫立群接替郑丽文任行政院发言人；毛治国、張善政任行政院院长后仍續任。其父親為前國立臺灣大學校長、國防部長孫震，胞弟為信樂團吉他手孫志群（Chris）。2017年成為台灣一帶一路經貿促進協會常務監事至今。